# Panama i olympiska sommarspelen 1960
Panama deltog med sex deltagare vid de olympiska sommarspelen 1960 i Rom. Ingen av landets deltagare erövrade någon medalj.